# Torre del Cantal
La Torre del Cantal es una de las torres de defensa de origen árabe de La Axarquía. 
Se encuentra, como su propio nombre indica, en El Cantal, que está en un monte, y es la unión entre La Cala del Moral y el Rincón de la Victoria. Sobre la prolongación de dicho monte mar adentro, es decir, en el acantilado, se encuentra la torre, que se puede apreciar desde la playa del Rincón de la Victoria, pero no desde la de la Cala (Calaflores), ya que está orientada hacia la zona del Rincón. Se encuentra rodeada de casas, que se han establecido ahí por las fantásticas vistas y por la cercanía a la torre.

## Historia
La torre fue construida por los árabes, que ocuparon la zona después de que lo hicieran fenicios y romanos. Con la conquista del territorio por parte de los Reyes Católicos, la torre, al igual que las otras, cayó en desuso; sin embargo, el rey Carlos III, por su situación estratégica, la recuperaría junto con las demás.